# Moïse Kisling
Moïse Kisling, nato Mojżesz Kisling (Cracovia, 22 gennaio 1891 – Sanary-sur-Mer, 29 aprile 1953), è stato un pittore polacco naturalizzato francese.
La più ampia raccolta delle opere di Kisling è esposta al Museo del Petit Palais di Ginevra.

## Biografia
Nato e cresciuto a Cracovia in una famiglia ebraica ashkenazita, studiò presso la Scuola delle Belle Arti, dove fattosi notare per il suo talento venne incoraggiato a trasferirsi a Parigi, il centro della creatività artistica dell'epoca.  Per un breve periodo abitò al Bateau-Lavoir, nel 1910 si spostò nel quartiere di Montmartre, finché nel 1913 affittò uno studio a Montparnasse, nello stesso edificio (la famosa La Ruche) dove vivevano Jules Pascin e in seguito anche Amedeo Modigliani, del quale divenne amico intimo e dal quale venne ritratto nel 1916. Allo scoppio della prima guerra mondiale, si arruolò volontario nella Legione straniera, così come l'artista italiano Ugo Giannattasio, e nel 1915 rimase gravemente ferito al petto nella battaglia della Somme, motivo per il quale fu premiato con la cittadinanza francese. Si sposò poi con Renée Gros, anch'essa ritratta da Modigliani.
Lo stile utilizzato da Kisling nel dipingere paesaggi fu parecchio ispirato alle opere di Marc Chagall, ma la sua fama si deve soprattutto ai nudi surreali e ai ritratti.
Morì a Sanary-sur-Mer il 29 aprile 1953; è sepolto presso il cimitero di Valette du Var.

## Opere principali
- Nu assis
- Portrait de Madeleine Lebeau
- Paysage de Sanary
- Jeune femme blonde
- Femme nue assise
- Nu allongé
- Port de Tamaris
- Portrait de jeune fille brune
- Buste nu couché